# Paul Theroux
Paul Theroux (ur. 10 kwietnia 1941 w Medford, Massachusetts) – amerykański powieściopisarz i publicysta, pochodzenia francusko-włoskiego.

## Życiorys
Ukończył University of Maine (1959–1960) (Bachelor of Arts), University of Massachusetts (1963), i Syracuse University (1963), potem pracował w Korpusie Pokoju w Malawi w latach 1963–1965. Następnie mieszkał w Ugandzie i Singapurze, po czym z drugą żoną i dwójką synów osiadł w Wielkiej Brytanii.
W następnej dekadzie odbył podróż pociągiem z Wielkiej Brytanii do Japonii i z powrotem inną trasą. Obecnie mieszka na Hawajach.
Mówi po włosku, francusku, hiszpańsku i chińsku.

## Twórczość
Jest autorem prawie 30 powieści i kilkunastu książkowych reportaży.
W Polsce wydano w latach 1983–97 cztery jego powieści, wszystkie w przekładzie Marii Zborowskiej:
- Akta konsula (The Consul's File, 1977)
- Wybrzeże moskitów (The Mosquito Coast, 1981, sfilmowana w 1986 r. w reż. Petera Weira)
- Koniec świata (World's End, 1980)
- Pętla (Chicago Loop, 1990)
- Millroy magik (Millroy the Magician, 1993)

Poza tym w Polsce wydano jego następujące książki non-fiction:
- Wielki bazar kolejowy. Pociągiem przez Azję (The Great Railway Bazaar, 2010)
- Pociąg widmo do Gwiazdy Wschodu. Szlakiem Wielkiego bazaru kolejowego (Ghost Train To The Eastern Star, 2010)
- Stary Ekspres Patagoński. Pociągiem przez Ameryki, 2012
- Safari mrocznej gwiazdy. Lądem z Kairu do Kapsztadu, 2013
- Jechałem Żelaznym Kogutem. Pociągiem przez Chiny, 2015
- Ostatni pociąg do zona verde. Lądem z Kapsztadu do Angoli, 2016
- Szczęśliwe wyspy Oceanii. Wiosłując przez Pacyfik, 2017
- Głębokie południe. Cztery pory roku na głuchej prowincji, 2017

Zekranizowano utwory:
- Saint Jack (1973, sfilmowana w 1979 w reż. Petera Bogdanovicha)
- Doctor Slaughter (1984, sfilmowana pod tytułem Half Moon Street w 1986)
- Kowloon Tong (1997, na motywach powstał film Chinese Box w reż. Wayne’a Wanga w 1997)